# Gagrellula atra
Gagrellula atra is een hooiwagen uit de familie Sclerosomatidae.